# Festival Internacional de Poesía de Tecoh (Yucatán)
Festival Internacional de Poesía de Tecoh. Es un evento que consiste en lecturas públicas de poesía armonizadas con actividades culturales, por parte de poetas y artistas de distintos países, realizado en el municipio de Tecoh, Yucatán. El festival es apoyado por el H. Ayuntamiento de Tecoh.

## Historia

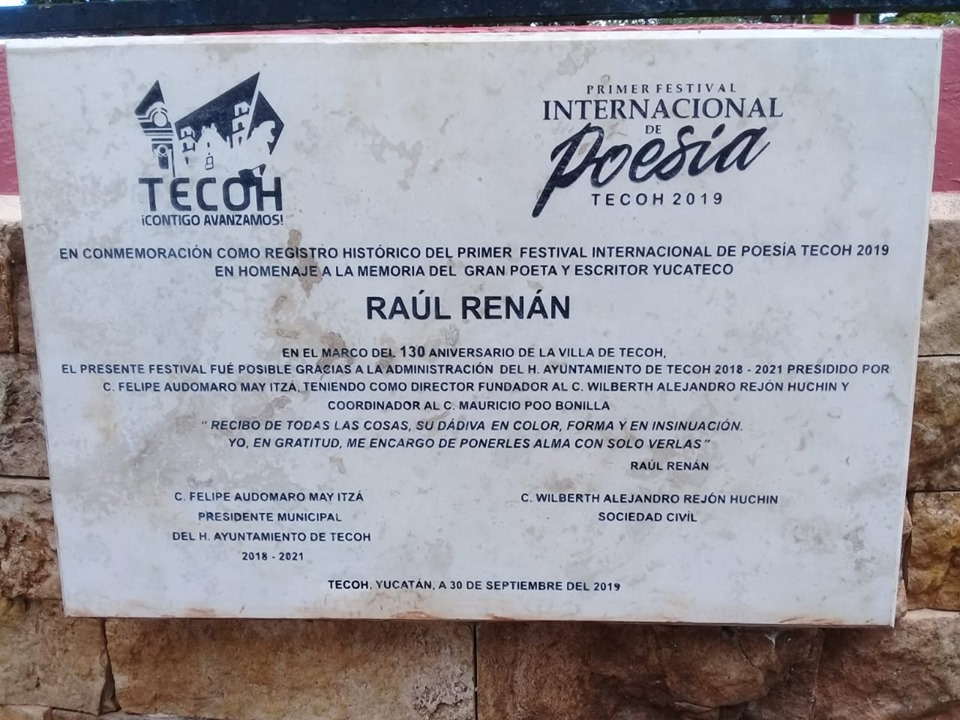
Placa conmemorativa del festival instalada en el parque de Tecoh, Yucatán.

Con el fin de aumentar el programa cultural del estado de Yucatán y a raíz del 130 aniversario del municipio de Tecoh, el poeta y promotor cultural Alejandro Rejón Huchin  propuso inaugurar un festival internacional para ayudar a la sensibilización de distintos públicos, aportando al desarrollo social y cultural de la comunidad, el festival también tuvo un aporte a la memoria cultural al realizar un homenaje del poeta mexicano Raúl Renán a través de la develación de una placa y la entrega de la presea internacional que lleva su nombre.
la recepción de la primera edición fue positiva ante los medios, por el acercamiento de la comunidad en general, sobre todo de los niños y jóvenes.

## Participantes de la primera edición
En el festival parciparon poetas y artistas de Estados Unidos, Cuba, Colombia, Guatemala, Argentina y México, entre ellos los poetas mexicanos Marcos Rodríguez Leija y Víctor Toledo.

## Presea Internacional de poesía Raúl Renán
La presea internacional de poesía del festival fue entregada a los siguientes poetas:
- Rubén Reyez Ramírez: Por su aporte desde una visión antropológica, filosófica y humanística a la literatura mexicana, pero sobre todo a la yucateca.[6]

- Juan Arabia y Camila Evia: Por la gran labor en la editorial y revista Buenos Aires Poetry, cuyo impacto internacional ha apoyado a la difusión de la literatura de las nuevas generaciones.